# Nagy Hugó
Nagy Hugó (franciául: Hugues le Grand, latinul: Hugo Magnus), (898 körül –  956. június 16./17.) a frankok hercege, Párizs grófja, a Capeting-ház őse. A 900-as évek közepén ő volt a legnagyobb hatalmú ember a Nyugati Frank Királyságban.
Édesapja a rövid ideig uralkodó I. Róbert nyugati frank király volt; fia, Hugó ugyancsak király lett; három más uralkodót (Rudolf nyugati frank király, Æthelstan wessexi király, I. Ottó német király [a későbbi császár]) pedig sógorának mondhatott. Hatalmas birtokai miatt 936-ban, Rudolf király halála után könnyedén a Nyugati Frank Királyság uralkodója lehetett volna, ám ehelyett a korábban trónfosztott Együgyű Károly fiát, a fiatal Tengerentúli Lajost javasolta megkoronázni.
Hugó igyekezett a háttérből irányítani Lajost, de a király nem vált bábbá a kezében. Ez hosszú harcokat eredményezett Hugó és Lajos között, amelybe idővel a francia főurakon kívül a lotharingiai hercegek és Ottó német király is belekeveredett. Hugó 945-ben foglyul ejtette Lajost, és egy éven keresztül börtönben tartotta. Végül a francia és a külföldi közvélemény hatására kénytelen volt szabadon bocsátani. Lázadó viselkedéséért egy francia, majd egy német zsinat, illetve maga a pápa is kiközösítette az egyházból. 951-ben Hugó végül elismerte Lajos fensőbbségét és helyreállt a béke. 954-ben elhunyt Lajos, de Hugó ismét nem élt a királyság lehetőségével, hanem Lajos fiát, az ifjú Lothárt támogatta trónigényében. Lothár megválasztása után Hugó élete utolsó évére végül a királyság tényleges irányítójává vált. 956-ban hunyt el.